# Max van den Burg
Maxim Leonardus Johannes (Max) van den Burg (Eindhoven, 1971) is een Nederlands cabaretier en acteur. 

## Biografie
Van den Burg behaalde zijn HEAO-diploma communicatie met als specialisatie copywriting. In 2001 studeerde hij af aan de Toneelacademie Maastricht als docent/regisseur drama. Hierna ging hij werken als acteur in diverse film-, tv- en theaterproducties. 
In 2002 ging hij als acteur werken bij de toneelgroep Els Inc. onder leiding van Arie de Mol. Hij speelde achtereenvolgens in de producties Caravaggio (2002), Ora et Labora (2003), Morgen gaat het beter (2004), Kasimir en Karoline (2005) en Paradijs Sub Aarde (2006). Verder was hij twee jaar lang te zien in de muziektheatervoorstelling Reis naar de Steppe met Orkest Max Tak, waarmee hij als verteller/speler van 2005 tot 2007 langs de theaters van Nederland toerde, In 2006/2007 kwam daar nog de voorstelling Held? bij, ook met Orkest Max Tak, naar een bewerking die hij maakte van de avonturen van Don Quichot. Sinds 2007 werd hij ook actief als cabaretier.
In november 2008 won hij de Publieksprijs op  het Cameretten Festival. In 2010 begon de tournee van zijn debuutprogramma “Kladderadatsch!”, gevolgd door "Schlemiel" (2012), "AMOK" (2014), "Op Een Bedje Van Rucola" (2016), "PAASBEST" (2018) en "Cultureel Erfgoed" (2022). In 2010 speelde hij zijn eerste grote rol in de Telefilm Vakantie in Eigen Land. In 2011 volgden rollen in New Kids Nitro (Zanger Ronnie) en in 2012 de rol van Lucas in de kinderfilm Bobby en de Geestenjagers. Ook deed hij mee in de eerste reeks van Wat Als? voor RTL-4 en VARA’s Rambam waarvoor hij onder andere in de rol van medium dook en Derek Ogilvie ontmaskerde, samen met Linda Hakeboom.
Ook was hij te zien in de Ed & Eduard-reclames van NUON en in het voorjaar van 2013 in de bioscoop in de kinderfilm Bobby en de geestenjagers. Hierna volgden o.a. rollen in Michiel de Ruyter, Ramses, Dokter Tinus, Flikken Maastricht, Spangas, I.M., en talloze films, tv-series en tv-commercials. Sinds 2015 geeft Van den Burg tevens bedrijfsoptredens en vervult dagvoorzitterschappen. Ook geeft hij lessen in spreken in het openbaar. Als auteur en redacteur maakt hij ook humoristische film- en youtubeprodukties. Hij schreef de pilot voor het televisieprogramma Nieuw Normaal in 2020.

## Prijzen
- 2007 - Publieksprijs op het kleinkunstfestival Camuz
- 2008 - Publieksprijs op het Cameretten festival
- 2011 - Rembrandt Award voor beste filmhit (New Kids Nitro)

## Cabaretprogramma's
- 2010-2012: Kladderadatsch!
- 2012-2014: Schlemiel
- 2014-2016: AMOK
- 2016-2017: Op een bedje van rucola
- 2019-2020: Paasbest

## Filmografie

### Speelfilms
- 2010: Vakantie in eigen land (Telefilm) - Joep
- 2011: New Kids Nitro - Ronnie
- 2013: Bobby en de geestenjagers - Lucas

### Tv-programma's
- 2011: Rambam
- 2012: Wat Als?
- 2014: Heer & Meester
- 2014: Dokter Tinus
- 2015: Het geheim van Eyck
- 2015-heden: SpangaS
- 2021: Flikken Maastricht - Richard Kok (1 afl.)
- 2021: De regels van Floor - DJ Mike

### Reclames
- 2012: Nuon - Eduard (Ed en Eduard)
- 2014: Cup-a-Soup

### Stem
- 2009-2014: De dodelijkste 60 - Steve Backshall
- 2014-2018: Star Wars Rebels - Lando Calrissian
- 2018: Casper en Emma - Opa

## Discografie

### Singles
- 2011 - Hoeren neuken nooit meer werken (Als Ronnie) met Corry Konings & New Kids